# 395

395(삼백구십오)는 394보다 크고 396보다 작은 자연수다.

## 수학
- 합성수로, 그 약수는 1, 5, 79, 395다. 진약수의 합은 85이므로, 395는 부족수다.
  - 125번째 반소수다. 앞의 반소수는 394, 다음 반소수는 398이다.
- {\displaystyle 395=127+131+137}
  - 연속하는 세 소수(素數)의 합으로 나타낼 수 있으며, 이 성질을 지닌 앞의 수는 371, 다음 수는 407이다.
- {\displaystyle 395=71+73+79+83+89}
  - 연속하는 소수(素數) 5개의 합으로 나타낼 수 있으며, 이 성질을 지닌 앞의 수는 373, 다음 수는 421이다.
- {\displaystyle 395=7^{2}+11^{2}+15^{2}}
  - 공차가 4인 세 자연수의 제곱합으로 나타낼 수 있는 수다. 이 성질을 지닌 앞의 수는 332, 다음 수는 464다.
- {\displaystyle 78^{4}-1}은 395로 나누어떨어진다.

## 과학
- NGC 395(영어판): 큰부리새자리 방향에 있는 산개성단.
- 395 델리아(영어판): 소행성.

## 교통
- 고속도로 및 국도
  - 주간고속도로 제395호선(영어판): 미국의 주간고속도로. 같은 번호의 노선 5개가 있으며, 모두 주간고속도로 제95호선과 관련이 있다.
  - 일본 395번 국도(일본어판): 이와테현 구지시에서 니노헤시까지 이어지는 일본의 국도.
  - 미국 395번 국도(영어판): 캘리포니아주 헤스페리아에서 워싱턴주 로리어(영어판)까지 이어지는 미국의 국도.
- 기타 도로
  - 현도 제395호선

## 문화유산
- 대한민국의 보물 제395호: 순천 선암사 동·서 삼층석탑
- 대한민국의 사적 제395호: 무안 도리포 해저유물 매장해역

## 기타
- 연도: 395년, 기원전 395년